# When Do We Eat? (film 1918)
When Do We Eat? è un film muto del 1918 diretto da Fred Niblo.

## Produzione
Il film fu prodotto dalla Thomas H. Ince Corporation.

## Distribuzione
Il copyright del film, richiesto dalla Thomas H. Ince Corp., fu registrato il 4 ottobre 1918 con il numero LP12946.
Distribuito dalla Famous Players-Lasky Corporation, il film uscì nelle sale cinematografiche degli Stati Uniti il 27 ottobre 1918. In Danimarca, prese il titolo di Primadonnaen fra Nebraskas lille Teater.